# Abdallah Marrash
Abdallah bin Fathallah bin Nasrallah Marrash (árabe: عبد الله بن فتح الله بن نصر الله مراش / ALA-LC: Abdallah bin Fath Allah bin Nasrallah Marrash) (14 de mayo de 1839, Alepo, Siria, Imperio Otomano -  17 de enero de 1900, Marsella, Francia), más conocido como Abdallah Marrash, fue un emprendedor y intelectual sirio colaborador con publicaciones en lengua árabe de París y Londres.

## Biografía
Abdallah Marrash nació en Alepo, una ciudad de la provincia otomana de Siria y ubicada en la actual Siria, en el seno de una familia melquita de comerciantes adinerados conocida por su interés en la literatura. Su familia estaba bien asentada en Alepo, a pesar de los percances que habían padecido recientemente a causa de su credo: Butrus Marrash, emparentado con Abdallah, había sido martirizado por fundamentalistas ortodoxos griegos en abril de 1818, mientras que otros melquitas, como el sacerdote Jibrail Marrash, se habían exiliado de la ciudad. El padre de Abdallah, Fathallah, trató de calmar la situación escribiendo un tratado en 1849, en el que rechazó la cláusula Filioque. Fathallah había construido una gran biblioteca privada para brindar a sus tres hijos; Francis, Abdallah y Maryana, una exhaustiva educación, concentrándose en la literatura y la gramática árabes. Según Marilyn Booth, la madre de Abdallah provenía de «la famosa familia al-Antaki».
Por aquel entonces, Alepo era un importante centro intelectual dentro del Imperio Otomano, cuya buena parte de la población consistía de intelectuales y escritores adheridos al Nahda y preocupados por el futuro del pueblo árabe. Los hermanos Marrash, además de recibir educación en casa, asistían a escuelas misioneras francesas, donde adquirieron conocimientos de francés, de italiano y de inglés. Además de su educación formal en escuelas, donde se familiarizó con las culturas francesa e inglesa, estuvo bajo la tutela de su padre y su hermano, quienes le impartían clases sobre literatura. Después de estudiar en Alepo, Marrash se trasladó a continuar con sus estudios a Europa, mientras simultáneamente se dedicaba al comercio.
Abdallah se estableció primero en Mánchester y obtuvo la nacionalidad británica en 1868 (Aliens Act 1844) y 1872 (Naturalization Act 1870). En París y Londres, copió algunos manuscritos árabes, gracias a que había obtenido un permiso especial para acceder a ellos, que consideró que les sería de utilidad a colegas suyos de Medio Oriente. En 1879, ayudó a Adib Ishaq con la fundación de la revista Misr al-Qahira, cuya sede se ubicaba en la capital francesa. Más adelante, fundaría el matutino mensual, escrito tanto en árabe como en francés, Kawkab al-mashriq (es:La Estrella del Oriente). El diario, que tuvo una efímera existencia, entregó su primer número el 23 de junio de 1882. En 1882, Marrash se estableció en Marsella, donde falleció el 17 de enero de 1900. Fue miembro activo de la Société Asiatique, dedicada al estudio del continente asiático.